# 石井閘門
石井閘門（いしいこうもん）は、宮城県石巻市の北上川にある閘門。日本初の西洋式の本格的な閘門であった。また、現在日本国内で稼動する閘門の中では最古のものであり、2002年5月23日に国の重要文化財に指定されている。名称は、建設の指揮を執った内務省土木局長の石井省一郎に由来する。

## 歴史
野蒜築港の事業の一環として、野蒜港と旧・北上川を結ぶ北上運河が開削された。これに伴って、北上川と運河の連結点に水位調節などのため、オランダ人であるコルネリス・ファン・ドールンの計画に基いて、閘門を設けることとなった。1878年（明治11年）10月8日に起工式が行なわれた。工事には宮城県を中心に、岩手県や山形県、福島県からも人夫を集め、北上川と合わせて総勢2,000名ほどが働いていた。赤レンガ約50万個と井内石（仙台石）24,000m2が用いられたという。長雨や洪水で工事は難航したが、1880年（明治13年）7月に石井閘門が完成した。

## 構造と特徴

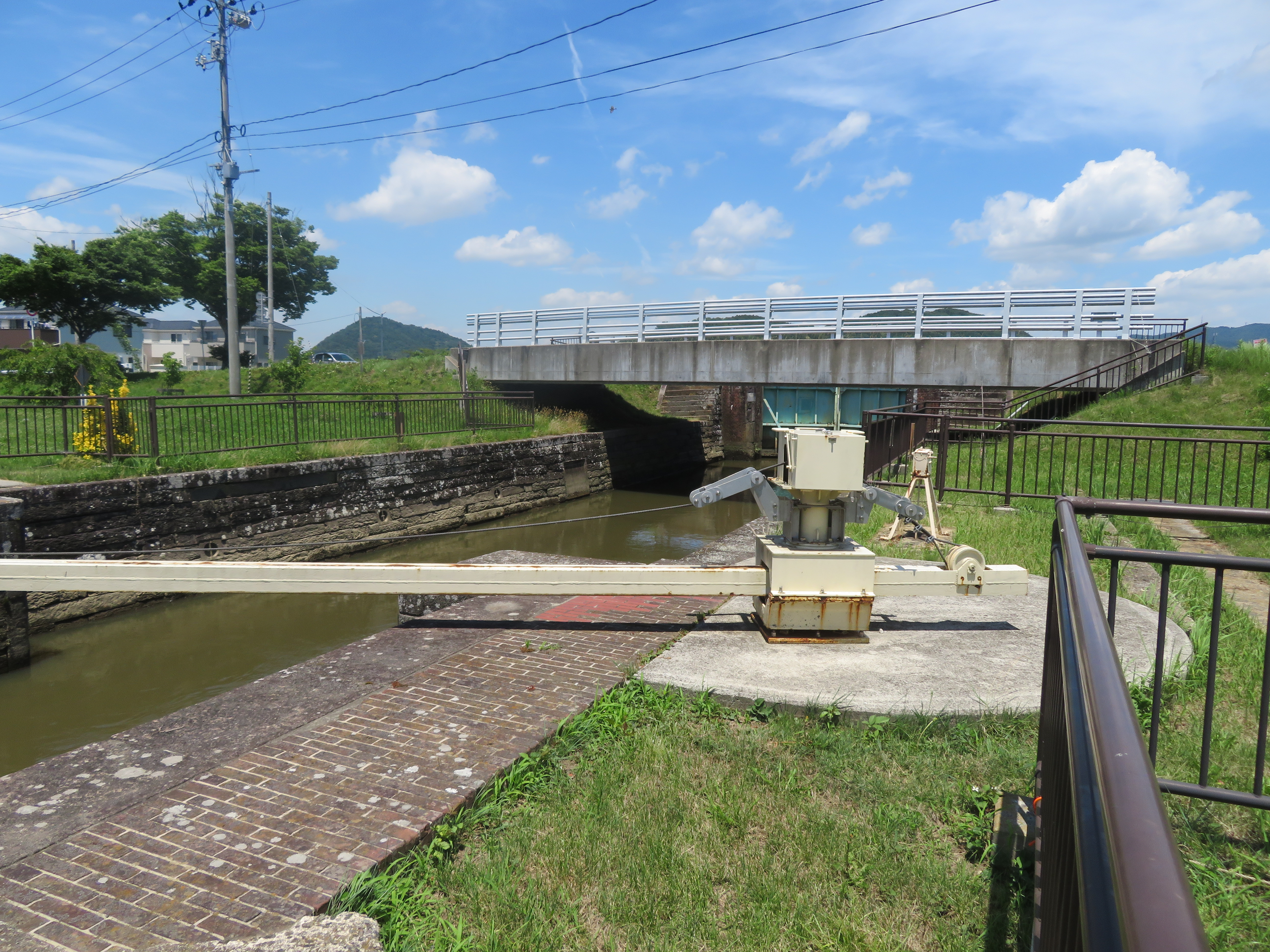
閘室付近

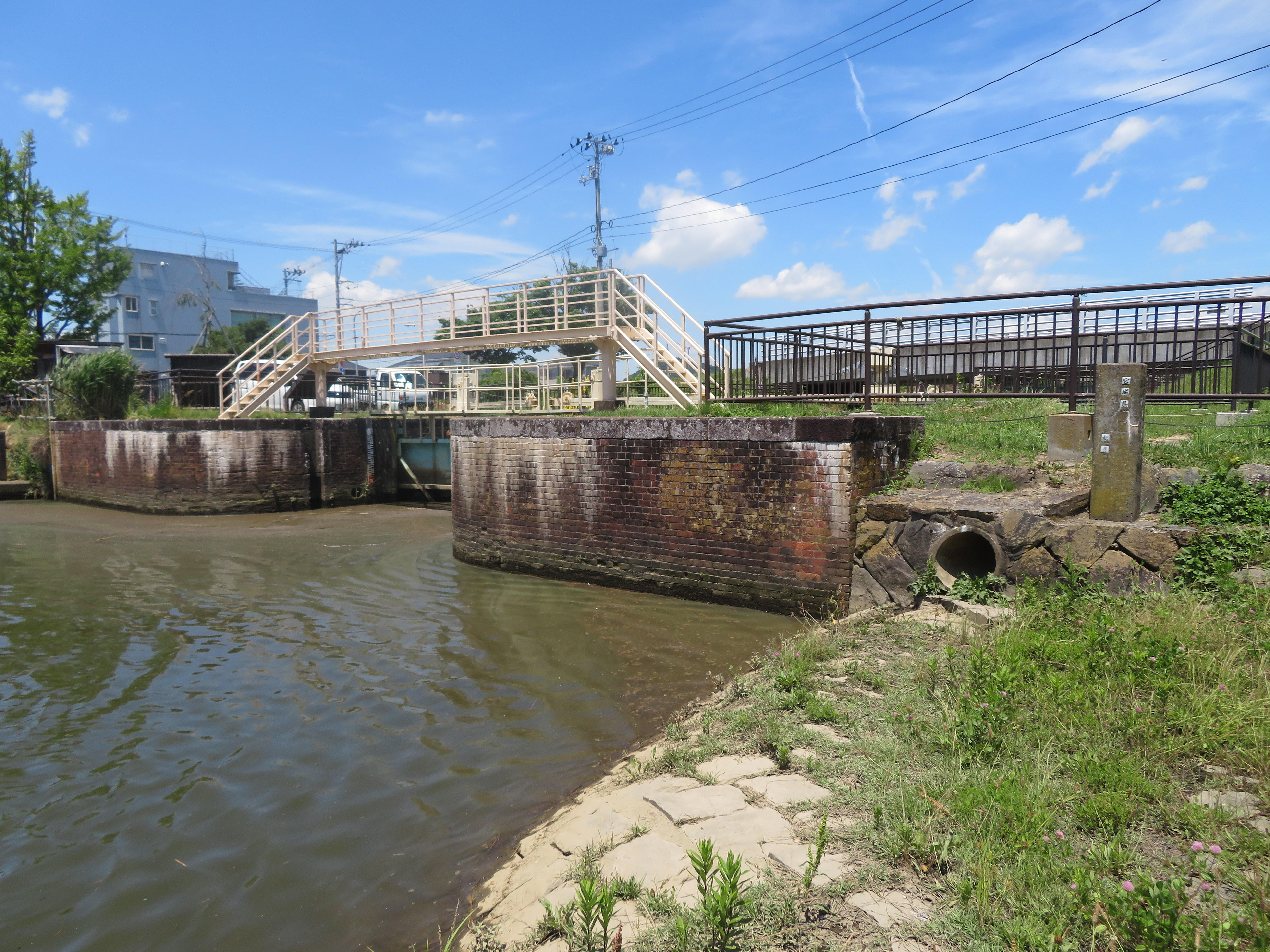
北上運河側

石井閘門は開き戸型の単純合掌戸の門扉を有し、船の入る閘室は長さ50.6m、幅8.1mである。門扉は最初は木製だったが、1966年に鋼製になり、高さ5.9m、幅3.7mとなっている。
従来の日本の閘門は木造ないし石造で、角材で川を堰き止める「角落とし式」と呼ばれる方式だけであった。また幅も3m以下であったのに対し、石井閘門は約2倍の5.9mであり、初の西洋式・合掌扉の閘門であった。現在、日本国内で稼動するレンガないし石造の閘門は4ヶ所しかなく、その中で石井閘門は最も古い。野蒜築港など周辺施設とともに土木学会選奨土木遺産に選ばれている。